# Алпатов Михайло Володимирович
Миха́йло Володи́мирович Алпа́тов (9 грудня 1902 — 9 травня 1986) — російський радянський історик мистецтва, дійсний член Академії мистецтв СРСР.

## Праці
Наукові праці Адпатова присвячені важливим проблемам російського та світового мистецтва, насичені великим фактичним історично-культурним матеріалом, відзначаються глибиною художнього аналізу та яскравим літературним стилем.

## Твори
- Очерки по истории портрета. М.—Л., 1937;
- Итальянское искусство эпохи Данте и Джотто. М.—Л.,1939;
- Андрей Рублев. М.—Л., 1943;
- Всеобщая история искусств, т. 1—3. М., 1948—55.